# Логачёв, Сергей Сергеевич
Серге́й Серге́евич Логачёв (род. 7 февраля 1995, село Константиновка, Амурская область) — российский спидвейный гонщик по мотогонкам на гаревой дорожке и мотогонкам на льду. Чемпион России по спидвею в командном и личном зачётах, призёр чемпионата России по мотогонкам на льду в командном зачёте, бронзовый призёр Личного чемпионата Европы среди юниоров.

## Мотогонки на льду
Отец Сергей Валерьевич Логачёв профессионально занимался мотокроссом, был чемпионом СССР среди юниоров, выступал за сборную страны. Сергей Логачёв-младший также начал занятия мотоспортом с мотокросса, к 16 годам став трёхкратным чемпионом Дальнего Востока. С сезона 2010—2011 занялся мотогонками на льду за команду Амурской области, дебютировал в КЧРЮ.
В сезоне 2011—2012 дебютировал во взрослом чемпионате страны, в составе команды «Амур» выиграв Высшую лигу и завоевав переход в Суперлигу. В следующем сезоне 2012—2013 стал бронзовым призёром КЧР и Личного чемпионата страны среди юниоров. В сезоне 2013—2014 выступал в качестве резерва трека на этапе чемпионата мира в Благовещенске и завоевал 10 очков, пройдя в полуфинал этапа.
В 2015 году снова стал бронзовым призёром КЧР, после чего сосредоточился на гаревом спидвее.

### Мировая серия Гран-При
| Сезон | 1             | 2             | 3              | 4               | 5       | 6       | 7         | 8        | Место | Очки |
| ----- | ------------- | ------------- | -------------- | --------------- | ------- | ------- | --------- | -------- | ----- | ---- |
| 2014  | Красногорск - | Красногорск - | Благовещенск 0 | Благовещенск 10 | Ассен - | Ассен - | Инцелль - | Инцель - | 21    | 10   |

| - Чемпионат России по мотогонкам на льду среди юниоров: в личном зачёте — 3 место (2013) - Чемпионат России по мотогонкам на льду: в командном зачёте — 3 место (2013, 2015) | ЛЧЕ — 5 место (2013) ЛЧМ — 21 место (2014) |  |

## Спидвей
С 2013 года занимается гаревым спидвеем в составе команды «Восток» (Владивосток), став одним из сильнейших юниоров страны: в 2014 и 2015 гг. выигрывал КЧРЮ, а в 2015 г. стал бронзовым призёром ЛЧРЮ. В том же 2015 году в составе клуба выиграл командный чемпионат России и занял третье место парного чемпионата страны. С 2016 года получает вызовы во взрослую сборную России.
При поддержке дальневосточного гонщика Григория Лагуты начал выступления в польской спидвейной лиге и стал одним из открытий сезона 2016.
В 2016 году стал третьим в Личном чемпионате Европы среди юниоров. В 2020 и 2021 гг. выигрывал личный чемпионат страны.
1 ноября 2022 года Логачёв перешёл в Мега-Ладу из г. Тольятти.

### Среднезаездный результат
| Лига        | 2013         | 2014         | 2015         | 2016             | 2017            | 2018         | 2019         | 2020         | 2021         | 2022         | 2023      |
| ----------- | ------------ | ------------ | ------------ | ---------------- | --------------- | ------------ | ------------ | ------------ | ------------ | ------------ | --------- |
| Флаг России | 0,250 Восток | 1,727 Восток | 1,266 Восток | 1,811 Восток     | 2,063 Восток    | 2,104 Восток | 1,962 Восток | 2,636 Восток | 2,286 Восток | 2,727 Восток | Мега-Лада |
| (E)         | -            | -            | -            | -                | -               | -            | -            | 1,465 Рыбник | -            | -            | -         |
| (I)         | -            | -            | -            | 1,827 КСМ Кросно | 1,088 Локомотив | 1,537 Ванда  | 2,044 Рыбник | -            | 2,197 Рыбник | -            | -         |

## Достижения
| - Чемпионат России по спидвею среди юниоров до 21 года: в командном зачёте — 3 место (2013), 1 место (2014, 2015), 2 место (2016) в личном зачёте — 3 место (2015) - Чемпионат России по спидвею в командном зачёте — 1 место (2015, 2016, 2018, 2019), 2 место (2013, 2014), 3 место (2017, 2020, 2021) в личном зачёте — 1 место (2020, 2021) в парном зачёте — 3 место (2015) - Мемориал Ади Функа — 3 место (2015, Мурек) - Nice Cup — 1 место (2016, Рыбник) | На международных соревнованиях Юниорские соревнования ЛЧЕЮ — 3 место (2016) ЛЧМЮ — 5 место в ½ финала (2015) КЧМЮ — 3 место в ½ финала (2015), 2 место в ½ финала (2016) Взрослые соревнования ЛЧЕ — 9 место в Челлендже (2019), 24 место (2020, 1 этап как резерв трека), 8 место (2021) ПЧЕ — 6 место (2016), 5 место (2018) Speedway of Nations — 5 место в ½ финала (2021) Гран-При Челлендж 2016 — 12 место в ¼ финала Гран-При Челлендж 2017 — 16 место в ½ финала Гран-При Челлендж 2022 — 5 место в ½ финала |  |